# Абрамов Кузьма Григорович
Кузьма́ Григо́рович Абра́мов (30 жовтня (12 листопада) 1914, село Старі Наймани, Ардатовський повіт, Симбірська губернія (тепер Великоберезниківський район, Мордовія) — 4 серпня 2008) — ерзянський прозаїк.
Народний письменник Мордовії.

## Життєпис
Після закінчення десятирічки, 1933 вступає до Мордовського педагогічного інституту, але через рік навчання кидає.
Учасник Другої світової війни на боці СРСР. Потрапив у полон до німецької армії під Глуховом (Україна).
Відомий своїми літературними творами: роман-трилогія «Найман» (1957-64); романи «Эсеть канстось а маряви» («Своя ноша не тягне») (1967), «Велень тейтерь» («Дівчина з села») (1980) - про соціальні перетворення в ерзянській країні, про події Другої світової війни; життєписний роман «Эрзянь цёра» («Син ерзянський») - про всесвітньо відомого скульптора Степана Ерзя, вартував Абрамову кілька років роботи - 1971, 1973, 1974 рр. Ця книга удостоєна Державної премії МАРСР (1977).
За визнанням самого автора, роман «Пургаз» - «став для нього найвищим піком його творчості, рузультатом багаторічних пошуків шляхів викладу, узагальнення історичного минулого. "Пургаз" розповідає про героїчне та історичне минуле ерзянського народу». Над романом-епопеєю Кузьма Абрамов працював багато років, закінчив у 1988 році, роман перекладено російською мовою.
Підтримував творчі контакти з українським вченим-філологом Орестом Ткаченком. 
Помер у 93 роки.